# Lila Downs
Lila Downs (Tlaxiaco, Oaxaca, 9 de setembre de 1968) és una cantant i compositora mexicana, que canta en diverses llengües, principalment en espanyol i anglès. En el seu estil musical reivindica les seves arrels mexicanes i el dels pobles indígenes mexicans, entre ells el mixteca, zapoteca, maia i nàhuatl, a més de les músiques regionals de Mèxic, especialment d'Oaxaca.
Lila és filla de la cantant de cabaret Anita Sánchez i d'Allen Downs, un professor de cinematografia nord-americà de Minnesota. Ha viscut a Oaxaca, Mèxic, així com a Califòrnia (Estats Units), com adolescent i com adulta a Minnesota. Va obtenir la Llicenciatura en antropologia a la Universitat de Minnesota. Més tard va tornar a Mèxic, on començaria a cantar en clubs d'Oaxaca, i a Filadèlfia amb el suport de Paul Cohen, un saxofonista nord-americà que l'ajudaria en les seves produccions discogràfiques. Des que van contraure matrimoni, seria el seu director artístic.
Va participar en la banda sonora de la pel·lícula Frida cantant el tema Burn it blue, que va ser nominat a la 75 edició dels Premis Oscar. Downs també ha participat en altres bandes sonores de pel·lícules com Real Women Have Curves i Tortilla Soup. Va ser convidada per la Twelve girls band a un concert a Xangai on va cantar en anglès i francès. Algunes de les seves cançons més exitoses han estat Cumbia del mole, Estrella oscuridad i La llorona. Actualment viu a Coyoacán, a la Ciutat de Mèxic.
A la pel·lícula de Carlos Saura Fados canta una versió de Foi na Travessa da Palha, en portuguès. En gallec va cantar Domingo Ferreiro amb la banda gallega Luar na Lubre.
El divendres 9 d'octubre del 2009 Lila Downs, juntament amb l'actriu Salma Hayek, va representar Mèxic en una campanya transmesa a nivell mundial per a la fundació One Drop, per preservar l'aigua. Hi van actuar el fundador del Cirque du Soleil, Shakira, U2, el vicepresident Al Gore i altres personalitats de talla mundial. Va ser transmesa a la pàgina d'internet de la fundació, als Estats Units, Canadà i altres països del món, amb l'objectiu principal de despertar la consciència sobre la importància de l'aigua i la necessitat d'actuar davant tal crisi mundial.
Downs també canta en altres llengües:
- Mixteca: Canción Mixteca (1996, La sandunga)
- Zapoteca: El feo (1996, La sandunga)
- Nàhuatl: Icnocuicatl (1996, Ofrenda)
- Maia: Janal Weech (1996, El árbol de la vida)
- Purépetxa: Tsitsiki (1996, La sandunga)
- Anglès: Perhaps, perhaps (2007, The Border)
- Gallec: Domingo Ferreiro (2005, Saudade), amb Luar na Lubre

## Discografia
Àlbums d'estudi
- 1999: La sandunga
- 2000: Árbol de la vida
- 2001: La línea/Border
- 2004: Una sangre
- 2006: La cantina
- 2008: Ojo de culebra
- 2011: Pecados y milagros
- 2012: Pecados y milagros: Edición especial

Àlbums recopilatoris
- 2007: El alma de Lila Downs
- 2012: Canciones pa' todo el año

Àlbums en viu
- 1996: Azuláo: En vivo con Lila Downs
- 2010: Lila Downs y La Misteriosa en París - Live à Fip

Altres àlbums i EPs
- 1994: Ofrenda
- 1998: Trazos
- 2007: Live Session EP
- 2010: Chacala